# جيف جوردن (متزلج جماعي)
جيف جوردن (بالإنجليزية: Jeff Jordan)‏ هو متزلج جماعي أمريكي، ولد في 29 مايو 1956 في روكفيل سنتر في الولايات المتحدة.

## وصلات خارجية
- جيف جوردن على موقع أوليمبيديا (الإنجليزية)